# Tamaryna cesarska
Tamaryna cesarska, tamaryna wąsata (Saguinus imperator) – gatunek ssaka naczelnego z rodziny pazurkowcowatych (Callithrichidae).

## Zasięg występowania
Tamaryna cesarska występuje w brazylijskiej części Amazonii do Peru, na wschód od górnego biegu rzeki Purús, między rzekami Purus i Acre; prawdopodobnie zasięg jest bardziej złożony niż obecnie rozumiany. 

## Taksonomia
Gatunek po raz pierwszy formalnie opisał w 1907 roku szwajcarsko-brazylijski przyrodnik Émil August Goeldi nadając mu nazwę Midas imperator. Miejsce typowe to rzeka Acré, w górnym biegu rzeki Purus, w Brazylii. Oryginalna kolekcja obejmowała 5 skór i czaszek (jeden dorosły samiec i dwie dorosłe samica, jeden młodociany samiec i jedna młodociana samica); lektotyp został wyznaczony w 1959 roku przez de Carvalho, jest to zamontowana skóra dorosłej samicy (sygnatura MPEG 914) ze zbiorów Museo Paraense Emílio Goeldi.
S. imperator należy do grupy gatunkowej mystax. Autorzy Illustrated Checklist of the Mammals of the World rozpoznają dwa podgatunki – imperator i subgrisescens – jednak analizy z 2023 roku oparte na danych morfometrycznych i genetycznych wykazały, że subgrisescens jest odrębnym gatunkiem. Obecnie (2023) gatunek monotypowy.

### Etymologia
- Saguinus: fr. sagouin „pazurczatka”, być może od brazylijskiej, lokalnej nazwy sahui, używanej w okolicach Bahii[10].
- imperator: łac. imperator, imperatoris „cesarz, wódz, imperator” , od imperare „rządzić”[11].

## Opis
Długość ciała 23–26 cm, ogona 35–42 cm; masa ciała 400–550 g. Sierść szara z domieszką rdzawobrązowego koloru, dłonie i stopy czarne, ogon brązowy. Głowa mała, charakterystyczne długie, białe wąsy (stąd nazwa wąsata). Żyje w grupach rodzinnych, prowadzi nadrzewny tryb życia, jest aktywna w dzień. Wszystkożerna - zjada głównie owady, owoce i nektar.

## Ochrona
W Czerwonej księdze gatunków zagrożonych Międzynarodowej Unii Ochrony Przyrody i Jej Zasobów został zaliczony do kategorii LC (ang. least concern ‘najmniejszej troski’). W Peru znajduje się pod ochroną. Całkowita liczba okazów jest nieznana.